# Mus mayori
Mus mayori is een knaagdier uit het geslacht Mus dat voorkomt in de regenwouden van Sri Lanka. Deze soort is het nauwst verwant aan de andere soorten van het ondergeslacht Coelomys. Door sommige auteurs worden de ondersoorten mayori uit het hoogland en pococki uit het laagland als aparte ondersoorten gezien.
De vacht is zeer variabel: sommige dieren hebben een lange, zachte vacht, andere een stekelige. De rugvacht is bij sommige exemplaren wat lichter, bij andere wat donkerder bruin. De buikvacht is bij sommigen identiek aan de rugvacht, bij anderen wit, al dan niet met een duidelijke afscheiding van de rugvacht. Vrouwtjes hebben 3+2 mammae. De kop-romplengte bedraagt gemiddeld 98,2 mm, de staartlengte 96,0 mm, de achtervoetlengte 25,00 mm en de schedellengte 29,87 mm.